# Fréro Delavega

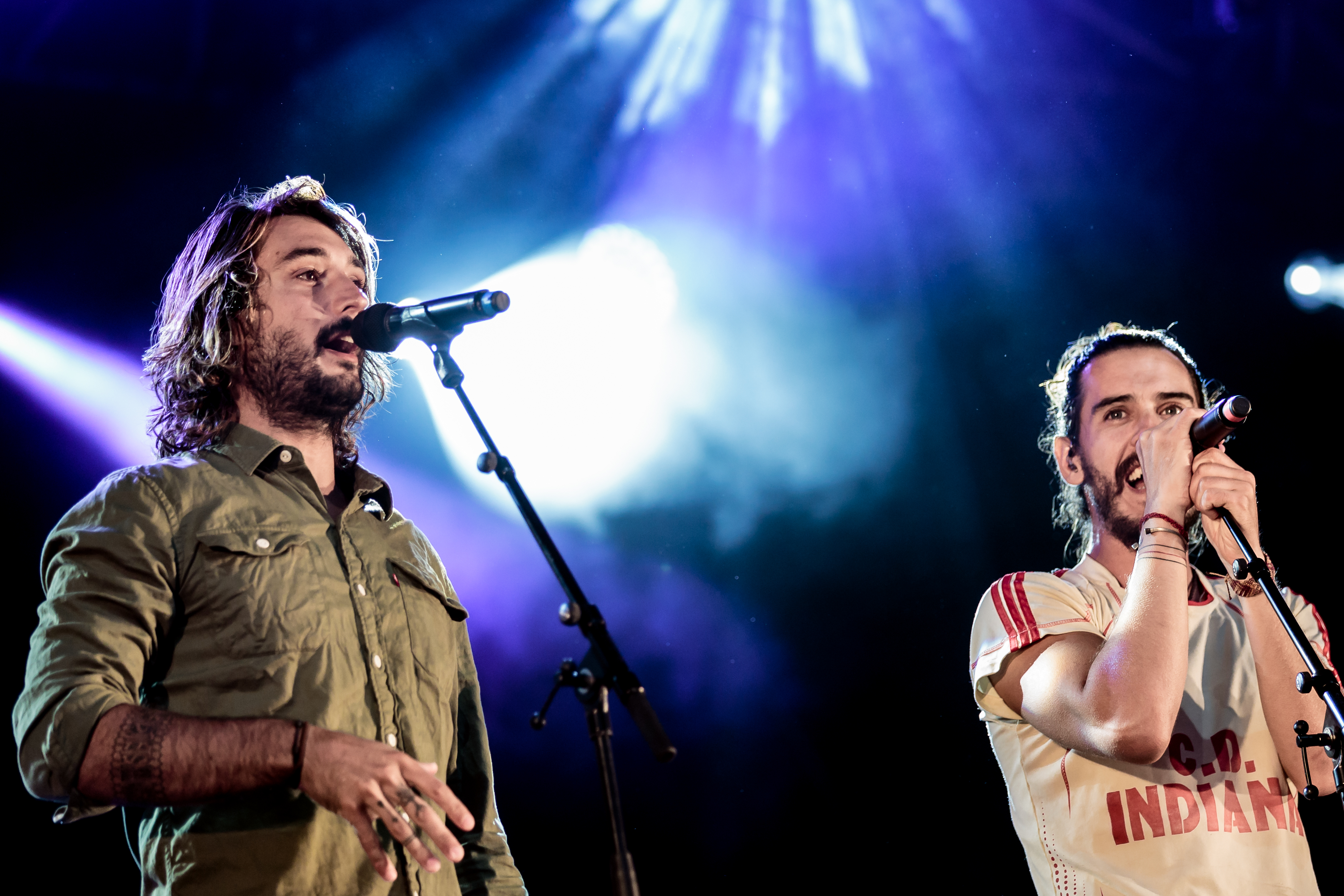
Fréro Delavega in Bretagne (2016)

Fréro Delavega ist ein französisches Gesangs-Duo, bestehend aus den Musikern Jérémy Frérot (* 1990) und Flo Delavega (* 1987). Das Duo wurde durch seinen Auftritt in der französischen Version der Show The Voice (The Voice, la plus belle voix) bekannt. Dort kamen sie bis ins Viertelfinale und schieden dann aus. Ihr 2014 veröffentlichtes Debütalbum Fréro Delavega belegte den ersten Platz in den französischen Charts. Seit 2017 gehen die beiden getrennte Wege.

## Diskografie

### Alben
| Jahr                 | Titel                      | Höchstplatzierung, Gesamtwochen, AuszeichnungChartplatzierungen (Jahr, Titel, Platzierungen, Wochen, Auszeichnungen, Anmerkungen) | Höchstplatzierung, Gesamtwochen, AuszeichnungChartplatzierungen (Jahr, Titel, Platzierungen, Wochen, Auszeichnungen, Anmerkungen) | Höchstplatzierung, Gesamtwochen, AuszeichnungChartplatzierungen (Jahr, Titel, Platzierungen, Wochen, Auszeichnungen, Anmerkungen) | Anmerkungen                              |
| Jahr                 | Titel                      | FR | BEW | CH | Anmerkungen                              |
| -------------------- | -------------------------- | --- | --- | --- | ---------------------------------------- |
| 2014                 | Fréro Delavega             | FR1 Diamant · (171 Wo.)FR | BEW3 (126 Wo.)BEW | CH50 (5 Wo.)CH | Erstveröffentlichung: 25. Juli 2014      |
| 2015                 | Des ombres et des lumières | FR4 ×3Dreifachplatin · (101 Wo.)FR                                                                                                | BEW8 (70 Wo.)BEW | CH17 (25 Wo.)CH | Erstveröffentlichung: 27. November 2015  |
| Jérémy Frerot (Solo) |                            | | | |                                          |
|                      |                            | | | |                                          |
| 2018                 | Matriochka                 | FR12 Gold · (53 Wo.)FR | BEW29 (7 Wo.)BEW | CH55 (1 Wo.)CH | Erstveröffentlichung: 12. Oktober 2018   |
| 2021                 | Meilleure vie              | FR29 Gold · (65 Wo.)FR | — | — | Erstveröffentlichung: 19. Februar 2021   |
| 2024                 | Gamins des sables          | FR11 (… Wo.)FR | — | — | Erstveröffentlichung: 13. September 2024 |
| Flo Delavega (Solo)  |                            | | | |                                          |
|                      |                            | | | |                                          |
| 2021                 | Rêveur forêveur            | FR35 (5 Wo.)FR | BEW43 (2 Wo.)BEW | CH75 (1 Wo.)CH | Erstveröffentlichung: 5. März 2021       |

### Singles
| Jahr | Titel Album                                       | Höchstplatzierung, Gesamtwochen, AuszeichnungChartplatzierungen (Jahr, Titel, Album, Platzierungen, Wochen, Auszeichnungen, Anmerkungen) | Höchstplatzierung, Gesamtwochen, AuszeichnungChartplatzierungen (Jahr, Titel, Album, Platzierungen, Wochen, Auszeichnungen, Anmerkungen) | Anmerkungen                                                           |
| Jahr | Titel Album                                       | FR | BEW | Anmerkungen                                                           |
| --- | ------------------------------------------------- | --- | --- | --------------------------------------------------------------------- |
| Fréro Delavega |                                                   | | |                                                                       |
| |                                                   | | |                                                                       |
| 2014 | Sweet Darling Fréro Delavega                      | FR18 (64 Wo.)FR | BEW24 (9 Wo.)BEW | Erstveröffentlichung: 12. Mai 2014                                    |
| 2014 | Mon petit pays Fréro Delavega                     | FR44 (43 Wo.)FR | BEW35 (11 Wo.)BEW | Erstveröffentlichung: 20. Oktober 2014                                |
| 2015 | Le chant des sirènes Fréro Delavega               | FR9 Gold · (83 Wo.)FR | BEW14 (25 Wo.)BEW | Charteinstieg: 26. Juli 2014 Erstveröffentlichung: 6. April 2015      |
| 2015 | Ton visage Des ombres et des lumières             | FR12 (46 Wo.)FR | BEW13 (6 Wo.)BEW | Erstveröffentlichung: 14. September 2015                              |
| 2016 | Autour de moi Des ombres et des lumières          | FR61 (22 Wo.)FR | BEW13 (13 Wo.)BEW | Erstveröffentlichung: 15. Februar 2016                                |
| 2016 | Le cœur éléphant Des ombres et des lumières       | FR42 (34 Wo.)FR | BEW10 (12 Wo.)BEW | Erstveröffentlichung: 30. Mai 2016                                    |
| 2016 | À l’équilibre Des ombres et des lumières          | — | BEW40 (6 Wo.)BEW | Erstveröffentlichung: 24. Oktober 2016 Charteinstieg: 21. Januar 2017 |
| Folgende Lieder erschienen nicht als Single, wurden aber durch das Album zum Download und Streaming bereitgestellt und konnten somit eine Platzierung erlangen: |                                                   | | |                                                                       |
| |                                                   | | |                                                                       |
| 2014 | Il y a Fréro Delavega                             | FR30 (11 Wo.)FR | — |                                                                       |
| 2014 | Caroline Fréro Delavega                           | FR107 (2 Wo.)FR | — |                                                                       |
| 2015 | Le chant des sirènes 2 Des ombres et des lumières | FR162 (1 Wo.)FR | — |                                                                       |
| Jérémy Frerot (Solo) |                                                   | | |                                                                       |
| |                                                   | | |                                                                       |
| 2018 | Revoir Matriochka                                 | FR89 (13 Wo.)FR | — | Erstveröffentlichung: 29. Juni 2018                                   |
| 2018 | Tu donnes Matriochka                              | FR139 (8 Wo.)FR | — | Erstveröffentlichung: 9. November 2018 Charteinstieg: 30. März 2019   |
| 2020 | Un homme Meilleure vie                            | FR55 Diamant · (29 Wo.)FR | — | Erstveröffentlichung: 27. November 2020                               |
| 2021 | À la vie qu’on mène Meilleure vie (Réédition)     | FR198 Gold · (1 Wo.)FR | — | Erstveröffentlichung: 15. Oktober 2021                                |
| 2022 | J’ai la mer Meilleure vie                         | FR— GoldFR | — | Erstveröffentlichung: 1. Juli 2022                                    |
| 2024 | Adieu Gamins des sables                           | FR60 Platin · (… Wo.)FR | — | Erstveröffentlichung: 22. April 2024                                  |
| 2024 | Gamins des sables                                 | FR154 (2 Wo.)FR | — | Erstveröffentlichung: 26. Juli 2024                                   |
| Flo Delavega (Solo) |                                                   | | |                                                                       |
| |                                                   | | |                                                                       |
| 2021 | Nous deux Rêveur forêveur                         | — | BEW50 (1 Wo.)BEW | Erstveröffentlichung: 19. Februar 2021                                |

### The-Voice-Beiträge
- - Caroline von MC Solaar
  - Il y a von Vanessa Paradis (Battle mit Quentin)
  - P.I.M.P. von 50 Cent
  - Sympathique (je ne veux pas travailler) von Pink Martini
  - Let Her Go von Passenger
  - Je m’voyais déjà von Charles Aznavour

### Boxsets
| Jahr | Titel                                                      | Höchstplatzierung, Gesamtwochen, AuszeichnungChartplatzierungen (Jahr, Titel, Platzierungen, Wochen, Auszeichnungen, Anmerkungen) | Höchstplatzierung, Gesamtwochen, AuszeichnungChartplatzierungen (Jahr, Titel, Platzierungen, Wochen, Auszeichnungen, Anmerkungen) | Höchstplatzierung, Gesamtwochen, AuszeichnungChartplatzierungen (Jahr, Titel, Platzierungen, Wochen, Auszeichnungen, Anmerkungen) | Anmerkungen                           |
| Jahr | Titel                                                      | FR | BEW | CH | Anmerkungen                           |
| ---- | ---------------------------------------------------------- | --- | --- | --- | ------------------------------------- |
| 2016 | 2cd originaux: Fréro Delavega / Des ombres et des lumières | FR28 (12 Wo.)FR | — | — | Erstveröffentlichung: 19. August 2016 |